# Daniel Dajani
Daniel Dajani (Blinisht, 2 dicembre 1906 – Scutari, 4 marzo 1946) è stato un gesuita albanese.

## Biografia
L'8 luglio 1926 entrò come novizio presso i gesuiti a Gorizia, da lì passò poi nel periodo 1931-1933 a Chieri dove compì gli studi di filosofia. Docente al seminario di Scutari nel 1934-1935, ritornò a Chieri nel 1937-1939 a studiare teologia e il 15 luglio 1938 fu ordinato sacerdote; infine nel 1940 tornò a Scutari come insegnante.
Dopo il ritiro dei tedeschi dal territorio albanese, nel 1944, la situazione per il clero cattolico cominciò a farsi difficile a causa dell'atteggiamento ostile dei partigiani comunisti di Enver Hoxha.
Dajani fu nominato rettore del Seminario pontificio nel settembre 1945, ma il 31 dicembre 1945 fu arrestato, insieme a Giovanni Fausti, vice provinciale dei gesuiti in Albania.
Furono entrambi processati come traditori e spie del Vaticano, condannati a morte il 22 febbraio 1946 e fucilati il 4 marzo 1946 dietro il cimitero cattolico di Scutari. Prima di morire gridarono Viva Cristo Re!".
È stato beatificato il 5 novembre 2016 insieme ad altri 37 martiti albanesi.